# 康氏似青鱗魚
康氏似青鱗魚為輻鰭魚綱鲱形目鲱科的其中一種，分布於西澳大利亞海域，棲息深度可達50公尺，體長可達13公分，棲息在沿海海域、河口區。

## 擴展閱讀
維基物種上的相關：康氏似青鱗魚